# اچ‌دی ۱۱۱۹۶۸
اچ‌دی ۱۱۱۹۶۸ یک ستاره است که در صورت فلکی قنطورس قرار دارد.